# Wieża ciśnień przy ul. Portowej w Kruszwicy
Wieża ciśnień przy ul. Portowej w Kruszwicy – wieża ciśnień znajdująca się w województwie kujawsko-pomorskim, w powiecie inowrocławskim, w Kruszwicy.

## Opis
Budowla powstała w roku 1934, w tym samym czasie, gdy w Kruszwicy rozpoczęto budowę urządzeń wodociągowych. Posiada konstrukcję żelbetonową. Wodociągi komunalne zbudowano w 1935 r., korzystały z 7 studni głębinowych. Z biegiem czasu wydajność tych studni malała i ostatecznie stały się nieczynne. W latach 60. XX wieku miasto pobierało wodę z dwóch studni odwierconych w roku 1958 i 1959. W 1954 roku zlikwidowano pompy o napędzie gazowym, w miejsce których zainstalowano agregaty o napędzie elektrycznym. Obecnie na terenie ujęcia wody znajduje się stacja pomp, zbiornik wody oraz urządzenia uzdatniające wodę. W 2 poł. XX wieku system ten miał 8,2 km długości i podłączonych było do niego 195 budynków. Niedawno odnowiono elewację wieży.